# Francolim-de-pescoço-vermelho
O francolim-de-pescoço-vermelho (Pternistis afer)  é uma espécie de ave da família Phasianidae. Esta espécie é residente em África, distribuindo-se essencialmente pelas zonas a sul do equador.